# 米高·洛查
米高·洛查（Mickaël Roche，1982年12月24日—），大溪地足球員，司任門將。由於大溪地聯賽僅為半職業的關係，他的另一份工作為體育老師。

## 生涯
米高·洛查首間效力的球會為大溪地的AS Jeunes。2000年，他加盟法國球隊 摩納哥。1年後，他又轉會到當地的地區聯賽球隊ROS Menton。2005年，他轉投至US Marseille Endoume。2006年，米高·洛查返回大溪地的母隊。2009年，他加盟當地聯賽的勁旅AS龍隊。
在國家隊方面，他在2011年首次成為國家隊的成員，並曾在2012年大洋洲國家杯中出賽過兩次。他還在2013年洲際國家盃對西班牙出場。在這場比賽中，雖然他撲出了的十二碼，但由於實力懸殊，大溪地還是以0-10敗北。